# Сувчинський Петро Петрович
Петро Петрович Сувчинський (5 жовтня 1892, Санкт-Петербург — 24 січня 1985, Париж) - російський музикант, музикознавець, музичний письменник. Також публіцист, входив до кола російських євразійців. 

## Біографія
Народився в родини голови правління російського товариства «Нафта», польського дворянина, графа Петра Шеліги-Сувчинського. Дитинство провів в Україні, у родовому маєтку під Полтавою. 
Закінчив Петербурзький університет, брав уроки фортепіано та вокалу, готувався стати оперним співаком. Був близький до Миру мистецтва, зустрічався з Вс. Меєргольдом, С. Дягілєвим, О. Блоком. 
Один із засновників та видавців петербурзького журналу «Музыкальный современник» (1915-1917). 
З 1918 року — на еміграції (Берлін, Софія, Париж). 
1921  року брав участь у першому євразійському збірнику «Ісход на Схід», був одним з редакторів журналу «Вёрсты» (1926-1928). 
Дружив із А. М. Римським-Корсаковим, Мясковським, Прокоф'євим, Ремізовим, Карсавін (він був одружений з дочкою Карсавіна Маріанною), Стравінським (допомагав останньому в його роботі над книгою «Музична поетика», 1942), Арто, Полані, Мішо, Шаром. Писав лібрето для Мясковського та Прокоф'єва. Залишив есеї про російських діячів культури Розанова, Ремізова, Блока. 
У розпал Голодомору в Україні, 1932 року подав прохання про радянську візу, але отримав офіційну відмову. 1937 все ж відвідав СРСР і був глибоко розчарований культурною політикою. 1946 після деяких коливань прийняв остаточне рішення не оселюватися в СРСР. 
Після Другої світової війни пропагував музику Мессіана, Штокхаузена, Булеза. Разом з Булезом та Жаном-Луї Барро заснував 1953 року товариство «Музичне надбання» (фр. La Domaine musicale), концерти якого, присвячені сучасним композиторам, в тому числі — російським (Е. Денисов та ін.), були протягом двадцяти років значущими подіями в музичному житті Франції. 
Відоме листування Сувчінського з М. Горьким, М. Цвєтаєвою, Б. Пастернаком, М. Юдіною, Б. де Шльоцером. 
Давав приватні уроки фортепіано, серед його учнів — Геза Анда.

## Твори
- Musique russe; études réunies. Paris: Presses universitaires de France, 1953
- Un siècle de musique russe: 1830-1930: Glinka, Moussorgsky, Tchaïkowsky, Strawinsky: et, autres écrits. Arles: Actes Sud, 2004